# MTV Unplugged – in Athens
MTV Unplugged – in Athens ist das zweite Akustikalbum sowie das insgesamt sechste Live-Album der deutschen Hard-Rock-Band Scorpions.

## Entstehung

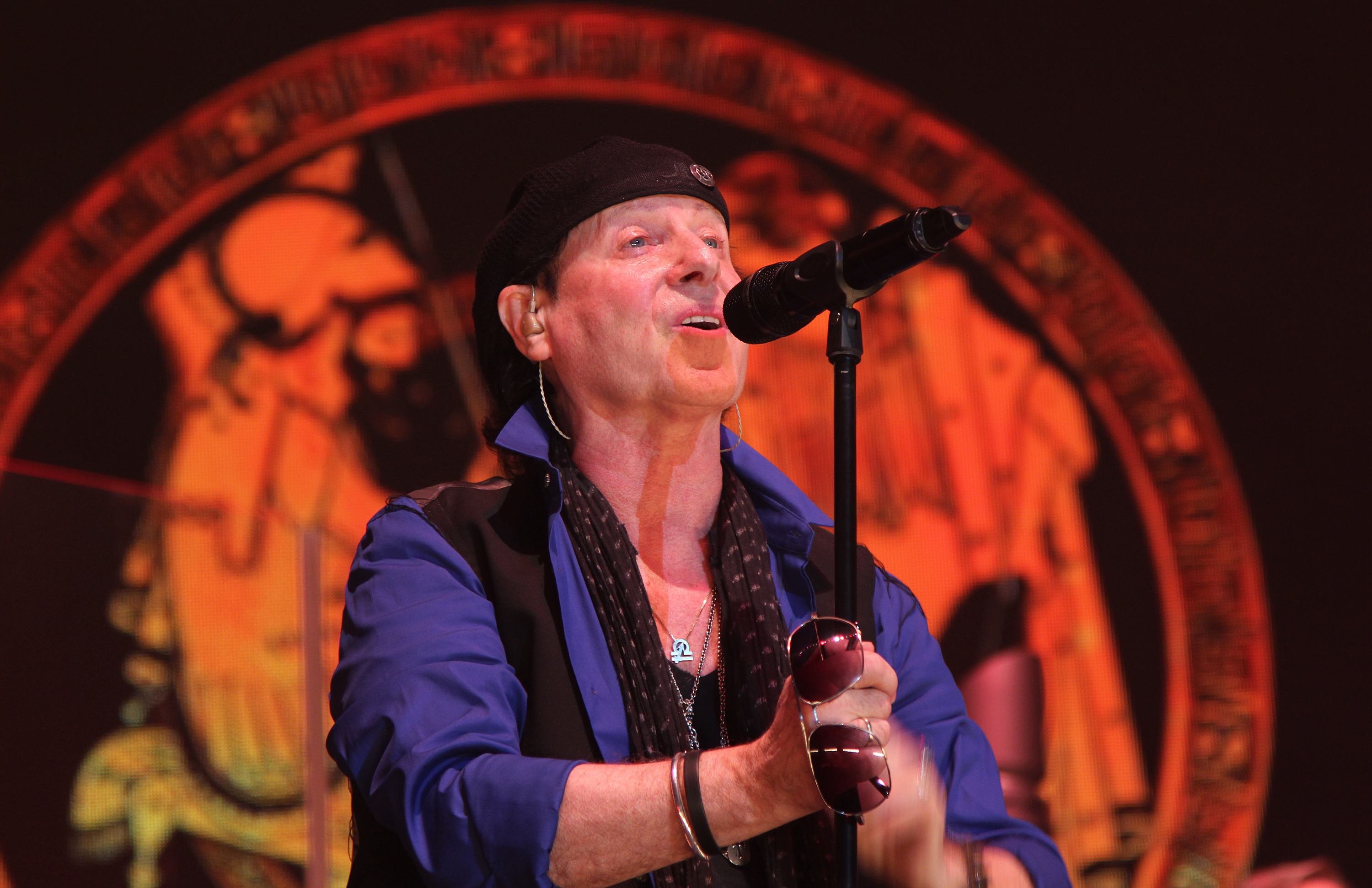
Klaus Meine auf der MTV-Unplugged-Tournee in München, 2014

Am 11. und 12. September 2013 gaben die Scorpions im Rahmen der Serie MTV Unplugged zwei Akustik-Sets im Lycabettus-Theater von Athen. Das 1965 von dem griechischen Architekten Takis Zenetos entworfene Freilichttheater (das somit genauso alt wie die Geschichte der Scorpions ist) liegt auf etwa 300 m Höhe auf dem Berg Lykabettus und bietet einen imposanten Blick auf die griechische Metropole. Es war das erste MTV-Unplugged-Event unter freiem Himmel.
Das fast zweieinhalb-stündige Konzert der Scorpions enthält in der Mitte auch einen Soloteil, bei dem die drei Haupt-Bandmitglieder Jabs, Schenker und Meine jeweils einen eigenen Titel solo vortragen. Während Gitarrist Matthias einen Instrumentaltitel vorstellt, kommt es anschließend zum ersten Mal seit der 1980 erschienenen Single Hey You dazu, dass man Rudolf Schenker als Lead-Sänger eines Scorpions-Titels hört. Dessen darauffolgende Ankündigung von Klaus Meines Song Follow Your Heart mit den Worten: „Applaus, Applaus für Klaus!“ ist nicht nur ein kleiner Reim, sondern darf aufgrund der in der deutschen Sprache unüblichen Doppelung des Wortes Applaus auch durchaus als Referenz auf den zur Zeit der Aufzeichnung hoch in den Charts vertretenen Titel Applaus, Applaus der deutschen Rockband Sportfreunde Stiller angesehen werden.

## Inhalt

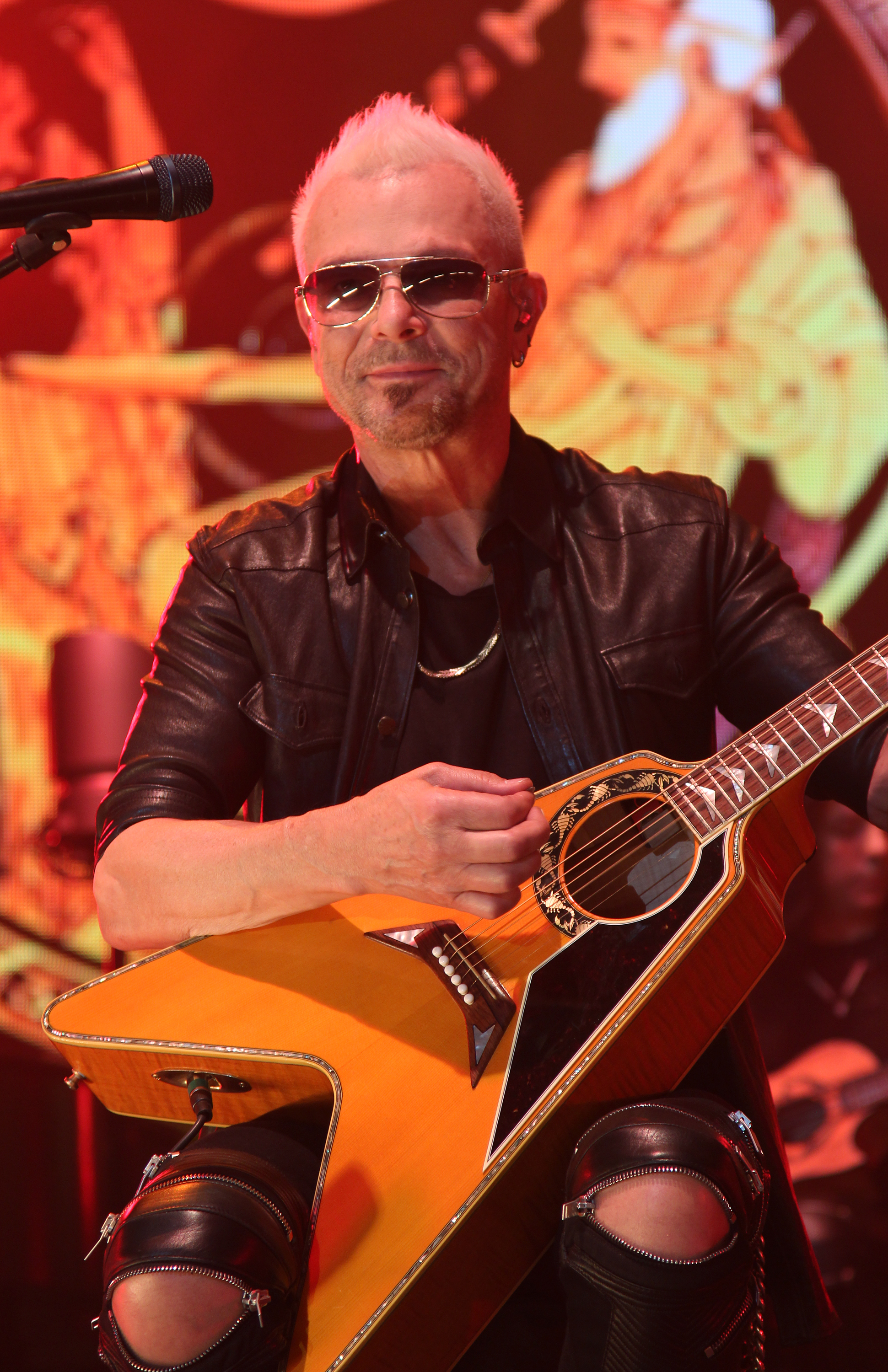
Rudolf Schenker auf der MTV-Unplugged-Tournee in München, 2014

Da die Gruppe bereits 12 Jahre zuvor mit Acoustica ein ähnliches Projekt umgesetzt hatte, griff die Band bei diesem MTV Unplugged auf viele ältere und teils auch noch nie live gespielte Stücke aus der Bandgeschichte statt überwiegend auf die großen und populären Stücke zurück. Die bereits bei Acoustica in akustischem Gewand vorgetragenen Titel sind Send Me an Angel, Rock You Like a Hurricane, Wind of Change und Still Loving You, die hier zum Teil durch Duettpartner in einer anderen Form zu hören sind als bei ihrem ersten Unplugged-Projekt.
Darüber hinaus wurden für dieses MTV Unplugged auch einige neue Stücke geschrieben: Die von der gesamten Band vorgetragenen Akustik-Rocker Dancing with the Moonlight, Rock 'n' Roll Band, das von Matthias Jabs geschriebene Instrumentalstück Delicate Dance, der von Rudolf Schenker geschriebene und auch gesungene Love Is The Answer sowie der von Klaus Meine solo vorgestellte Titel Follow Your Heart. Allerdings verzichteten die Scorpions im Gegensatz zu Acoustica auf Coverversionen bekannter Lieder und konzentrierte sich stattdessen ausschließlich auf ihr eigenes Songmaterial.

## Titelliste

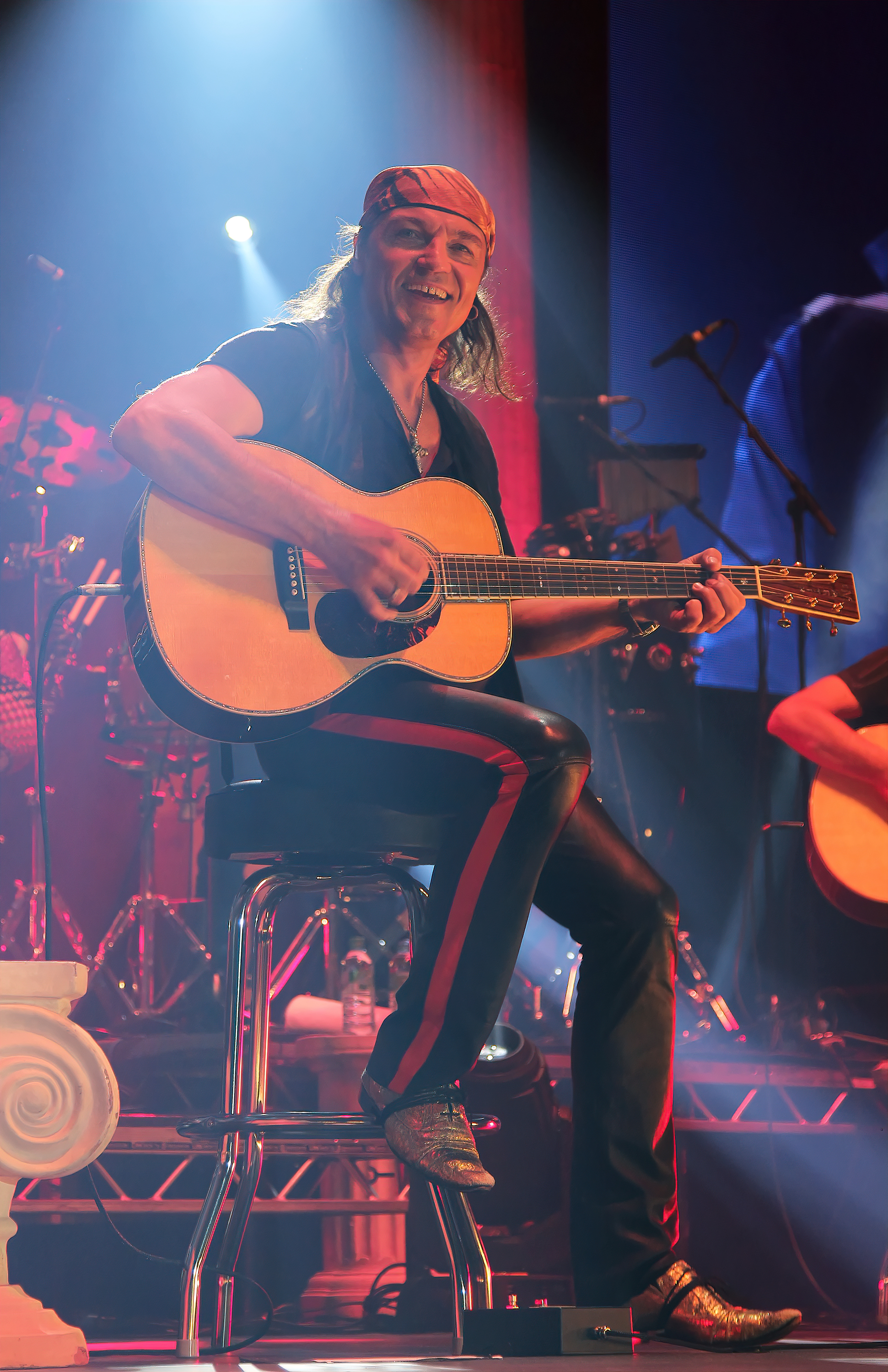
Matthias Jabs auf der MTV-Unplugged-Tournee in München, 2014

### CD 1
1. Sting in the Tail
2. Can’t Live Without You
3. Pictured Life
4. Speedy’s Coming
5. Born to Touch Your Feelings
6. The Best Is Yet to Come
7. Dancing with the Moonlight
8. In Trance (mit Cäthe)
9. When You Came into My Life
10. Delicate Dance (Matthias Solo)
11. Love Is the Answer (Rudolf Solo)
12. Follow Your Heart (Klaus Solo)

### CD 2
1. Send Me an Angel
2. Where the River Flows
3. Passion Rules the Game
4. Rock You Like a Hurricane (mit Johannes Strate)
5. Hit Between the Eyes
6. Drum-Athenica, PiTTi vs. James
7. Rock’n’Roll Band
8. Blackout
9. Still Loving You
10. Big City Nights
11. Wind of Change (mit Morten Harket)
12. No One Like You
13. When the Smoke Is Going Down

## Rezeption

### Chartplatzierungen
| ChartsChartplatzierungen       | Höchstplatzierung | Wochen |
| ------------------------------ | ----------------- | ------ |
| Deutschland (GfK)              | 5 (22 Wo.)        | 22     |
| Österreich (Ö3)                | 37 (2 Wo.)        | 2      |
| Schweiz (IFPI)                 | 29 (4 Wo.)        | 4      |
| Vereinigte Staaten (Billboard) | 113 (1 Wo.)       | 1      |

| ChartsJahrescharts (2013) | Platzierung |
| ------------------------- | ----------- |
| Deutschland (GfK)         | 74          |

| ChartsChartplatzierungen     | Höchstplatzierung | Wochen |
| ---------------------------- | ----------------- | ------ |
| Schweiz (IFPI)               | 9 (1 Wo.)         | 1      |
| Vereinigtes Königreich (OCC) | 41 (1 Wo.)        | 1      |

### Auszeichnungen für Musikverkäufe
| Land/Region        | Auszeichnungen für Musikverkäufe (Land/Region, Auszeichnung, Verkäufe) | Verkäufe |
| ------------------ | ---------------------------------------------------------------------- | -------- |
| Deutschland (BVMI) | Gold                                                                   | 100.000  |
| Insgesamt          | 1× Gold ·                                                              | 100.000  |

| Land/Region        | Auszeichnungen für Musikverkäufe (Land/Region, Auszeichnung, Verkäufe) | Verkäufe |
| ------------------ | ---------------------------------------------------------------------- | -------- |
| Deutschland (BVMI) | Gold                                                                   | 25.000   |
| Frankreich (SNEP)  | —                                                                      | 5.600    |
| Insgesamt          | 1× Gold ·                                                              | 30.600   |